# João Carlos Alves de Vasconcelos Ribeiro
João Carlos Alves de Vasconcelos, Ribeiro (Mocuba, Zambézia, 29 de Agosto de 1962), é um realizador e produtor de cinema e televisão moçambicano.

## Biografia
João Ribeiro nasceu em Mocuba, uma pequena cidade da província da Zambézia em Moçambique. 
Filho de pais cabo-verdianos, João Ribeiro foi professor de Educação Física na cidade de Quelimane onde cresceu e viveu até 1987. Em Quelimane ele foi também Delegado Provincial do INC (Instituto Nacional de Cinema) gerindo um conjunto de 5 salas de cinema espalhadas pela província e onde, para além do hobby da fotografia começa a trabalhar com vídeo. Em 1987 muda-se para a cidade de Maputo onde, ainda no INC, foi Chefe do Arquivo de Filmes e mais tarde Coordenador de Produção. 
Parte para Cuba em 1989 onde se forma em Realização e Produção na Escuela Internacional de Cine y Televisión, (1991). Como trabalho de fim de curso realiza a sua primeira curta-metragem, Fogata 
De regresso a Moçambique junta-se à Ebano Multimedia, Lda onde, desenvolve, produz e realiza vários documentários para o cinema e televisão. É na Ebano que se torna membro fundador da SACOD (Southern Africa Communication for Development), uma das primeiras organizações regionais a conglomerar produtores independentes tendo através dela feito diversas co-produções, projetos de formação e séries para a Televisão. Na Ébano realiza a sua segunda curta "O Olhar das Estrelas" a primeira série de ficção produzida pela SABC (South Africa Broadcast Corporation) com outros paises africanos sob o tema do Amor. A série chamava-se African Dreaming (1997).
Em 2000, João Ribeiro cria  a Cool (produtora independente) onde desenvolve e produz uma série de documentários e filmes atuando várias vezes como produtor executivo para longas metragens portuguesas. Na COOL produz um importante documentário "A Miner's Tale" para a série Steps for The Future, uma mega co-produção entre mais de 15 estações de televisão de diferentes continentes sobre o HIV/SIDA. 
Na Televisão, João Ribeiro passou por três dos mais importantes canais nacionais: TVM, canal público; STM e TIM, canis privados, onde foi responsável pelo processo de instalação, modernização, criação de conteúdos nacionais, produção de programas e eventos tendo chegado a desempenhar funções de Diretor de Produção, Diretor Operacional, Director Geral e Administrador.
De regresso ao Cinema, realiza em 2010 a sua primeira longa metragem de ficção intitulada O Último Vôo do Flamingo que teve a sua estreia no Pavilhão do Mundo no Festival de Cinema de Cannes e foi seleccionado para os maiores Festivais de Cinema do Mundo tornando-se no primeiro filme Moçambicano a ter estreia comercial além fronteira (Portugal, Brasil, Espanha, França).